# Edward Shames
Pour les articles homonymes, voir Shames (homonymie).
Le colonel Edward David Shames, né le 13 juin 1922 à Norfolk et mort le 3 décembre 2021 dans la même ville, est un soldat et officier de l'armée américaine ayant également servi dans la réserve de l'armée américaine. Pendant la Seconde Guerre mondiale, il est affecté au 506e régiment d'infanterie parachutée de la 101e division aéroportée.
Au moment de sa mort, Shames était le dernier officier survivant et, après la mort de Roderick G. Strohl en décembre 2019, le plus ancien membre survivant de la Easy Company du 2e bataillon du 506e régiment d'infanterie parachutée. Il était juif et a déclaré avoir été profondément affecté par sa vision personnelle des camps de concentration de l'Allemagne nazie.

## Enfance
Shames est né à Norfolk en Virginie en juin 1922. Il est le fils de David et Sadie [Winer] Shames. Nés en Lettonie, David et Sadie étaient des immigrants judéo-russes arrivés aux États-Unis en 1904, émigrant probablement  d'Odessa,.
Edward était le plus jeune de 4 frères et sœurs. Leur père est décédé en 1927 alors qu'Edward avait cinq ans,. Le frère de Sadie, Ben Winer, a emménagé chez eux pour aider à élever la famille.
Edward s'est marié à dix-huit ans à Lillian Hoffman, alors âgée de seize ans, et a vécu avec sa belle-famille (Sam et Gussie Hoffman) en 1940.
Edward a divorcé et s'est remarié avec Ida Aframe en 1946.

## Service militaire

### Seconde Guerre mondiale
Edward Shames s'est enrôlé dans l'armée américaine le 25 septembre 1942. Il a postulé pour servir au sein du 506e régiment d'infanterie parachutée après avoir lu quelque chose dessus. Il a été envoyé à Toccoa en Géorgie pour s'entraîner, en commençant comme soldat dans la compagnie I, 3e bataillon du 506e régiment d'infanterie parachutée[réf. non conforme].
En Angleterre, Shames a été promu sergent des opérations.
Avant que les parachutistes ne fassent leur saut le jour J, il a construit les tables de sable que l'unité aéroportée a utilisées pour planifier le largage en Normandie.
Shames a fait son premier saut de combat en Normandie le jour J dans le cadre de l'opération Overlord. Le 13 juin 1944, il a été nommé sous-lieutenant, bien que la délégation de pouvoir officielle ait été achevée en Angleterre[réf. non conforme].
Il fut le premier sous-officier du Troisième Bataillon à recevoir une telle délégation de pouvoir en Normandie. Il a été transféré à la Easy Company et a pris en charge son troisième peloton.
Shames a combattu avec la Easy Company dans l'opération Market Garden et s'est porté volontaire pour l'opération Pegasus menée par Frederick Heyliger. Il a été blessé une fois à la jambe gauche pendant les campagnes[réf. non conforme]. Il a ensuite combattu avec le reste de la Compagnie E dans la Bataille des Ardennes à Bastogne. À Foy, Shames et Paul Rogers ont mis hors d'état un char allemand avec un bazooka[réf. non conforme]. En Allemagne, il a vu certains des camps de concentration dans lesquels les Allemands ont emprisonné et assassiné les Juifs d'Europe et, comme beaucoup de soldats américains, a été profondément affecté[réf. non conforme].

### Après la guerre
Après la Seconde Guerre mondiale, Shames a travaillé pour la National Security Agency en tant qu'expert des affaires du Moyen-Orient de 1945 à 1982. Il a également servi dans la réserve de l'armée américaine et a pris sa retraite en tant que colonel en 1973. Il a épousé Ida Aframe (9 avril 1922 - 21 février 2019) en 1946 et est resté marié pendant soixante-treize ans jusqu'au décès de sa femme le 21 février 2019 à l'âge de quatre-vingt-seize ans.
Shames est décédé à son domicile de Norfolk le 3 décembre 2021, à l'âge de quatre-vingt-dix-neuf ans. Il laisse dans le deuil ses fils Douglas et Steven, quatre petits-enfants et 12 arrière-petits-enfants.

## Dans la culture populaire
Shames a été interprété par Joseph May dans la mini-série HBO Frères d'armes.
Il a également fourni une interview audio pour le documentaire Greatest Events of World War 2: In Colour dans laquelle il décrit brièvement la bataille des Ardennes, en Belgique.